# Vennelakanti
Vennelakanti Rajeswara Prasad (30 novembre 1957 - 5 janvier 2021) est un parolier de cinéma indien.